# 金岡用兼
金岡 用兼（きんこう ようけん、1438年（永享10年）1月 - 没年不詳）は、戦国時代の曹洞宗の僧。讃岐国出身。俗姓は戸田。

## 生涯
1438年（永享10年）1月讃岐国那珂郡に生まれ、1448年（文安5年）に那珂郡の密宗仏門に入る。後に曹洞宗に転宗して周防国の龍文寺に入り四世大庵須益に師事し、1473年（文明5年）に師である大庵須益が示寂後法兄の為宗仲心に師事した。
1487年（長享元年）、厳島社の神主であった藤原教親は安芸国洞雲寺を創建して龍文寺の金岡用兼を招いて開山とした。
1490年（延徳2年）、金岡用兼の侍者である元賀は龍文寺において山口の瑠璃光寺正法眼蔵（山口県重要文化財）を書写している。文明末年から明応初年にかけて阿波守護の細川成之は古くからあった阿波国丈六寺を修営して金岡用兼を招いて開山とした。
1500年（明応9年）から1503年（文亀3年）にかけて、師である為宗仲心とともに越前国の永平寺の諸堂、寮舎、叢林諸施設を復興し、復興の功により金岡用兼に祖山３２世の称号が送られた。
1510年（永正7年）4月から8月にかけて阿波国桂林寺において洞雲寺正法眼蔵（広島県重要文化財）を書写している。1511年（永正8年）8月には法孫で洞雲寺4世の興雲宗繁の請いにより頂相図に自賛している。
1511年（永正8年）9月に丈六寺の開基である細川成之は卒去して金岡用兼が導師を勤めており、1512年（永正9年）に一周忌、1514年（永正11年）に三回忌を行っている。1515年（永正12年）11月15日に洞雲寺の法嗣に後事を託して行方知れず行脚している。